# Marina Koszewoj
Marina Władimirowna Koszewoj (ros. Марина Владимировна Кошевая, ur. 1 kwietnia 1960 w Moskwie) − radziecka pływaczka. W barwach Związku Radzieckiego dwukrotna medalistka olimpijska z Montrealu.

## Kariera sportowa
Specjalizowała się w stylu klasycznym. Igrzyska w 1976 były jej jedynymi. W Montrealu triumfowała na dystansie 200 metrów stylem klasycznym i była trzecia na dwukrotnie krótszym dystansie. W tym samym roku była mistrzynią ZSRR na 100 metrów żabką, dodatkowo ma w dorobku dwa srebrne i trzy brązowe medale krajowego czempionatu.